# یک پرده سبز
یک پرده سبز(به انگلیسی: A Curtain of Green) اولین مجموعه از داستانهای کوتاه نوشته شده توسط یودورا ولتی بود.